# Kościół Wszystkich Świętych w Sobolowie
Kościół Wszystkich Świętych w Sobolowie – rzymskokatolicki kościół parafialny znajdujący się w Sobolowie w powiecie bocheńskim województwa małopolskiego.

## Historia kościoła
Kościół jednonawowy, drewniany, przebudowany w charakterze pseudoregionalnym, zrębowy, szalowany, kryty gontem. Zbudowany został w drugiej połowie XVI lub pierwszej połowie XVII wieku, powiększony w latach 1923–1933 staraniem ks. Michała Jeża – ówczesnego proboszcza, według projektu Bogdana Tretera. Przy nawie od zachodu otwarty przedsionek, połączony z sobotami, które obiegają cały kościół. Na wschodniej ścianie prezbiterium znajduje się Ogrójec z rzeźbami ludowymi z XX wieku. Polichromia ornamentalna, malowana przez Franciszka Przebindowskiego w 1929 roku. W prezbiterium fragmenty malowideł barokowych z XVIII wieku. Ołtarz główny barokowy, w nim Matka Boża z Dzieciątkiem w typie Śnieżnej, zapewne z początku XVII w., odnowiony w 1958 r. przez W. Kasprzyka, w 1740 r. określany jako „łaskawy”. Dwa boczne ołtarze, ołtarz w kaplicy św. Anny i ambona rokokowe z drugiej połowy XVIII wieku. Chrzcielnica marmurowa, barokowa, pochodząca z wieku XVII. Na belce tęczowej XVII/XVIII-wieczna rzeźba Chrystusa Ukrzyżowanego z aniołami podtrzymującymi krzyż. Trzy obrazy barokowo-ludowe z XVIII w.: Matki Boskiej Różańcowej jako pośredniczki dusz czyśćcowych, z wyobrażeniami cierpień dusz czyśćcowych.
Obok kościoła dzwonnica wolnostojąca, drewniana, słupowa, szalowana, zbudowana zapewne w XVII wieku. Na początku XX wieku przesunięta i ustawiona na nowej wysokiej podmurówce, odnowiona w 1997. Dzwony: jeden gotycki z 1510 roku i dwa odlane w 1960 roku.